# Никулки
Никулки — деревня в Талдомском районе Московской области России. Входит в состав сельского поселения Гуслевское. Население — 11 чел. (2010).

## География
Расположена в южной части района, примерно в 16 км к югу от центра города Талдома, на правом берегу впадающей в Волгу реки Дубны. В 2 км к юго-востоку находится железнодорожная платформа 94 км Савёловского направления Московской железной дороги. Ближайшие населённые пункты — деревни Аймусово, Вотря и Глинки.

## Население
| 1859 | 1905 | 1926 | 2002 | 2006 | 2010 |
| ---- | ---- | ---- | ---- | ---- | ---- |
| 53   | ↗119 | ↘95  | ↘14  | ↗17  | ↘11  |

## История
В «Списке населённых мест» 1862 года Никулки — владельческая деревня 2-го стана Александровского уезда Владимирской губернии по правую сторону реки Дубны, к югу от Нушпольского болота, в 85 верстах от уездного города, с 8 дворами и 53 жителями (21 мужчина, 32 женщины).
По данным 1905 года входила в состав Нушпольской волости Александровского уезда, проживало 119 человек, в деревне было 12 дворов.
Постановлением президиума Моссовета от 31 марта 1923 года вместе с частью селений Нушпольской волости была включена в состав Гарской волости Ленинского уезда Московской губернии.
По материалам Всесоюзной переписи населения 1926 года — деревня Аймусовского сельского совета Гарской волости Ленинского уезда, проживало 95 жителей (43 мужчины, 52 женщины), насчитывалось 20 крестьянских хозяйств.
С 1929 года — населённый пункт в составе Ленинского района Кимрского округа Московской области, с 1930-го, в связи с упразднением округа, — в составе Талдомского района (ранее Ленинский район) Московской области.
До муниципальной реформы 2006 года — деревня Гуслевского сельского округа.